# Mormonia mesopotamica
Mormonia mesopotamica är en fjärilsart som beskrevs av Kusnetzov 1903. Mormonia mesopotamica ingår i släktet Mormonia och familjen nattflyn. Inga underarter finns listade i Catalogue of Life.